# School van Fontainebleau

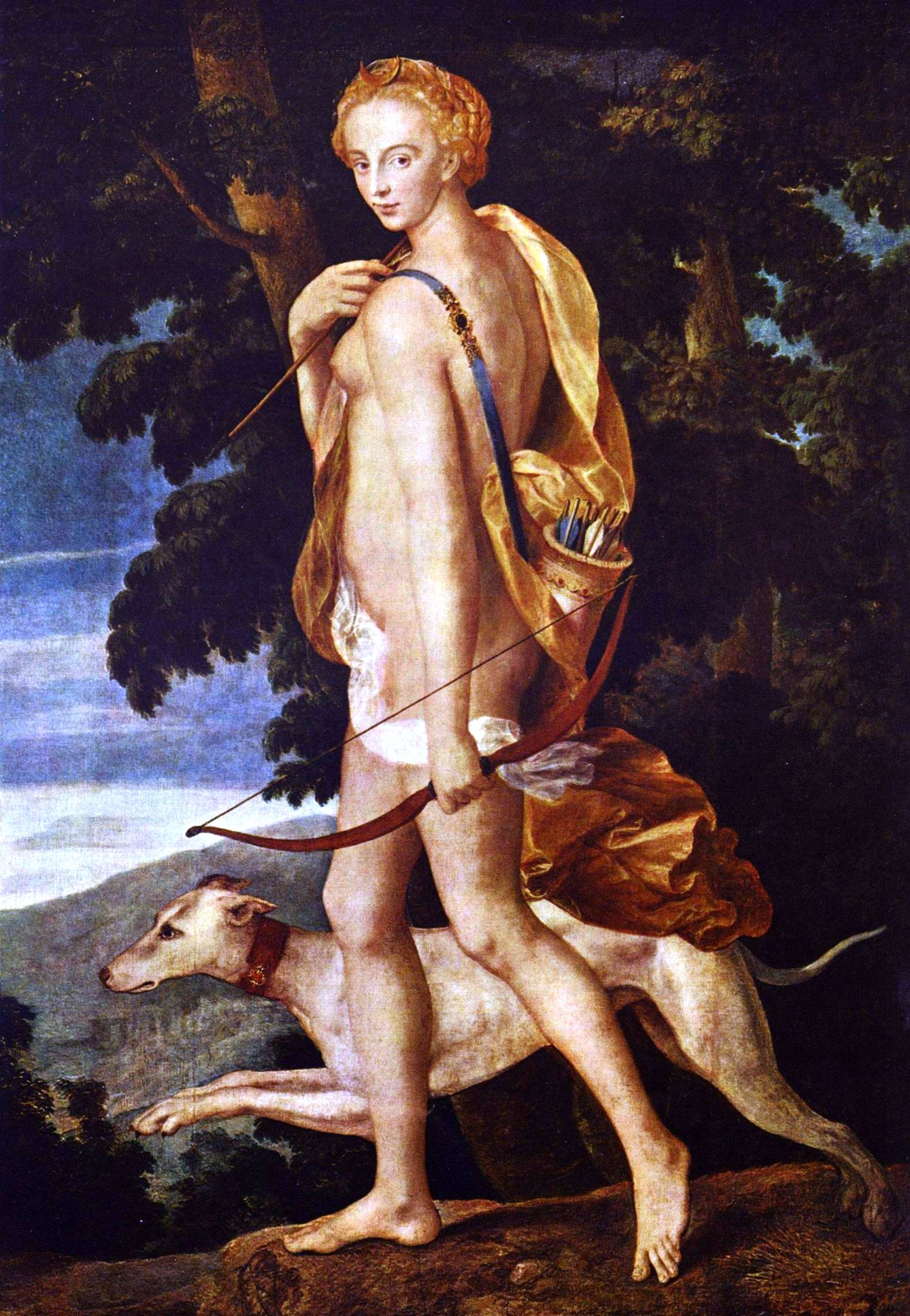
"Diana op jacht" - Eerste school von Fontainebleau (1550-60) (Louvre)

De School van Fontainebleau is ontstaan in de 16e eeuw aan het Franse hof van Frans I.
Hier konden Italiaanse en Nederlandse schilders hun kwaliteiten uiten, waarbij de kunst die zij maakten, de hofkunst kon verfijnen.
De erotische en mythologische taferelen vormden het uithangbordje van deze kunstenaars.
Hun figuren bestaan uit ranke en slangachtige verschijningen. Francesco Primaticcio, een leerling van Raphaël was één der eersten die daar te werk werd gesteld.